# 고하야가와가의 가을
《고하야가와가의 가을》(일본어: 小早川家の秋 고하야가와케노아키[*])은 1961년 개봉한 드라마 영화다. 오즈 야스지로가 감독을 맡았으며, 나카무라 간지로, 하라 세츠코 등이 출연했다. 오즈가 쇼치쿠가 아닌 도호에서 제작한 영화다.

## 출연

### 주연
- 나카무라 간지로
- 하라 세츠코

### 조연
- 츠카사 요코
- 아라타마 미치요
- 코바야시 케이쥬
- 시마즈 마사히코

## 기타
- 미술: 시모가와라 토무